# 하파에우 카리오카
하파에우 지 소자 페레이라(브라질 포르투갈어: Rafael de Souza Pereira, 1989년 6월 18일 ~ )는 하파에우 카리오카(브라질 포르투갈어: Rafael Carioca)라는 이름으로 널리 알려진 브라질의 축구 선수이다. 현재 멕시코 리가 MX의 티그레스 UANL 소속이다. 포지션은 수비형 미드필더이다.